# Trofeo Alfredo Binda-Comune di Cittiglio 2014
La 39e édition du Trofeo Alfredo Binda-Comune di Cittiglio a eu lieu le 30 mars 2014. C'est la deuxième épreuve de la Coupe du monde de cyclisme sur route féminine 2014. Elle est remportée par la Suédoise Emma Johansson.

## Présentation

### Parcours
Une partie en ligne longue de 17,6 km depuis le lac majeur est suivi par un tour long de 37,7 km qui escalade les pentes vers le village de Cunardo. Ensuite quatre tours long de 17,1 km avec la côte d'Orino situé à huit kilomètres de la ligne.

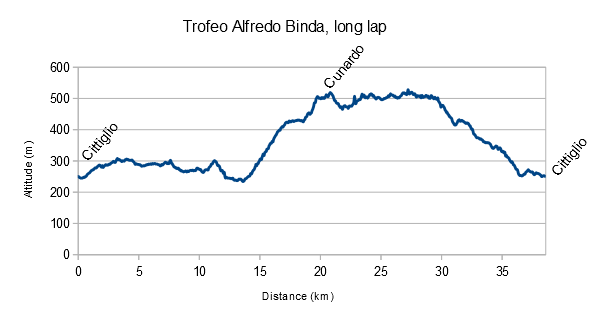
Profil du grand circuit long
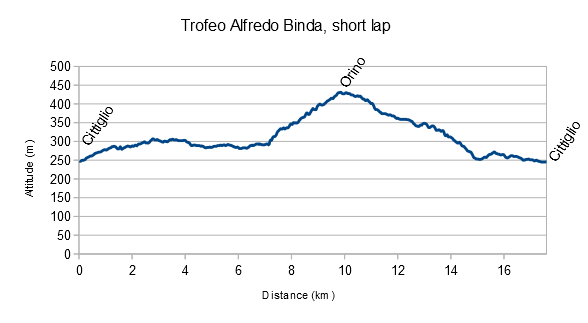
Profil du petit circuit

### Équipes
| Équipes féminines professionnelles (21)- Hitec Products - Boels Dolmans - Rabo Liv Women - Orica-AIS - Specialized-Lululemon - Wiggle Honda - Giant-Shimano - Alé Cipollini - RusVelo - Astana BePink Womens - Estado de México-Faren - Lotto-Belisol Ladies - Bizkaia-Durango - Bigla - Servetto Footon - Top Girls Fassa Bortolo - SC Michela Fanini Rox - Poitou-Charentes.Futuroscope.86 - Vaiano Fondriest - BTC City Ljubljana - Forno d’Asolo-Astute |
| |

## Récit de la course
La météo est printanière avec une vingtaine de degrés. Le peloton reste groupé durant la partie en ligne. Le premier sprint intermédiaire est remporté par Anna Stricker, le second par Carmen Small. La côte vers Cunardo réduit la taille du peloton. Alena Amialiusik passe au sommet en tête. Trixi Worrack sort seule, mais est reprise. Un groupe d'échappée se forme alors avec : Megan Guarnier, Lucinda Brand, Amanda Spratt, Lisa Brennauer, Mayuko Hagiwara  et Valentina Carretta. Son avance atteint quarante-trois secondes. Il est repris à cinquante-et-un kilomètres de l'arrivée. À trois tours de l'arrivée, Megan Guarnier sort dans la côte d'Orino. Elle est rejointe par Chantal Blaak et Lucinda Brand. Le peloton les reprend par la suite. Dans l'avant dernière ascension d'Orino, un groupe de neuf coureuses se détache, mais sans plus de succès. À l'entame du dernier tour, le peloton est constitué de vingt-neuf athlètes. Lors de la dernière ascension, Emma Johansson passe en tête. Elle mène un groupe de favorites avec : Alena Amialiusik, Elizabeth Armitstead, Anna van der Breggen, Pauline Ferrand-Prévot et Elisa Longo Borghini.Ellen van Dijk et Olga Zabelinskaia effectuent la jonction peu après. Au sprint, Elizabeth Armitstead qui semblait avoir de meilleures cartes avec la présence de sa coéquipière Van Dijk est battue par Emma Johansson.

## Classements

### Classement final
| \| Classement général \| Classement général \| Classement général \| Classement général \| Classement général \| \| Coureuse \| Coureuse \| Pays \| Équipe \| Temps \| \| ------------------ \| ---------------------- \| ------------------ \| ---------------------- \| ------------------ \| \| 1re \| Emma Johansson \| Suède \| Orica-AIS \| 3 h 05 min 24 s \| \| 2e \| Lizzie Armitstead \| Royaume-Uni \| Boels Dolmans \| + 0 s \| \| 3e \| Alena Amialiusik \| Biélorussie \| Astana BePink Womens \| + 0 s \| \| 4e \| Anna van der Breggen \| Pays-Bas \| Rabo Liv Women \| + 0 s \| \| 5e \| Pauline Ferrand-Prévot \| France \| Rabo Liv Women \| + 0 s \| \| 6e \| Elisa Longo Borghini \| Italie \| Hitec Products \| + 0 s \| \| 7e \| Ellen van Dijk \| Pays-Bas \| Boels Dolmans \| + 0 s \| \| 8e \| Giorgia Bronzini \| Italie \| Wiggle Honda \| + 49 s \| \| 9e \| Elena Cecchini \| Italie \| Estado de México-Faren \| + 49 s \| \| 10e \| Megan Guarnier \| États-Unis \| Boels Dolmans \| + 49 s \| |                        |             |                        |                 |
| |                        |             |                        |                 |
| Source : Cycling Quotient |                        |             |                        |                 |
| Classement général |                        |             |                        |                 |
| Coureuse | Coureuse               | Pays        | Équipe                 | Temps           |
| 1re | Emma Johansson         | Suède       | Orica-AIS              | 3 h 05 min 24 s |
| 2e | Lizzie Armitstead      | Royaume-Uni | Boels Dolmans          | + 0 s           |
| 3e | Alena Amialiusik       | Biélorussie | Astana BePink Womens   | + 0 s           |
| 4e | Anna van der Breggen   | Pays-Bas    | Rabo Liv Women         | + 0 s           |
| 5e | Pauline Ferrand-Prévot | France      | Rabo Liv Women         | + 0 s           |
| 6e | Elisa Longo Borghini   | Italie      | Hitec Products         | + 0 s           |
| 7e | Ellen van Dijk         | Pays-Bas    | Boels Dolmans          | + 0 s           |
| 8e | Giorgia Bronzini       | Italie      | Wiggle Honda           | + 49 s          |
| 9e | Elena Cecchini         | Italie      | Estado de México-Faren | + 49 s          |
| 10e | Megan Guarnier         | États-Unis  | Boels Dolmans          | + 49 s          |

### Points attribués
| Position           | 1er | 2e  | 3e | 4e | 5e | 6e | 7e | 8e | 9e | 10e | 11e | 12e | 13e | 14e | 15e | 16e | 17e | 18e | 19e | 20e |
| Classement général | 120 | 100 | 85 | 70 | 60 | 50 | 40 | 35 | 30 | 25  | 20  | 18  | 16  | 14  | 12  | 10  | 8   | 6   | 4   | 2   |

## Liste des participantes
| Légende | Légende                                                                                | Légende | Légende                                                    |
| ------- | -------------------------------------------------------------------------------------- | ------- | ---------------------------------------------------------- |
| Num     | Dossard de départ porté par le coureur sur ce Trofeo Alfredo Binda-Comune di Cittiglio | Pos     | Position à l'arrivée de la course                          |
|         | Indique un maillot de champion national ou mondial, suivi de sa spécialité             | NP      | Indique un coureur qui n'a pas pris le départ de la course |
| AB      | Indique un coureur qui n'a pas terminé la course                                       | HD      | Indique un coureur qui a terminé la course hors des délais |

| Hitec Products HPU | Hitec Products HPU                   | Hitec Products HPU |
| ------------------ | ------------------------------------ | ------------------ |
| Num                | Coureuse                             | Pos                |
| 1                  | Elisa Longo Borghini (ITA)           | 6e                 |
| 2                  | Ashleigh Moolman (RSA) (route)       | 14e                |
| 3                  | Audrey Cordon (FRA)                  | 46e                |
| 4                  | Julie Norman Leth (DEN)              | AB                 |
| 5                  | Lauren Kitchen (AUS)                 | AB                 |
| 6                  | Cecilie Gotaas Johnsen (NOR) (route) | AB                 |

| Boels Dolmans DLT | Boels Dolmans DLT               | Boels Dolmans DLT |
| ----------------- | ------------------------------- | ----------------- |
| Num               | Coureuse                        | Pos               |
| 7                 | Lizzie Armitstead (GBR) (route) | 2e                |
| 8                 | Megan Guarnier (USA)            | 10e               |
| 9                 | Ellen van Dijk (NED)            | 7e                |
| 10                | Jessie Daams (BEL)              | 17e               |
| 11                | Christine Majerus (LUX) (route) | 47e               |
| 12                | Katarzyna Pawłowska (POL)       | 53e               |

| Rabo Liv Women RBW | Rabo Liv Women RBW           | Rabo Liv Women RBW |
| ------------------ | ---------------------------- | ------------------ |
| Num                | Coureuse                     | Pos                |
| 14                 | Anna van der Breggen (NED)   | 4e                 |
| 15                 | Lucinda Brand (NED) (route)  | 26e                |
| 16                 | Pauline Ferrand-Prévot (FRA) | 5e                 |
| 17                 | Katarzyna Niewiadoma (POL)   | AB                 |
| 18                 | Annemiek van Vleuten (NED)   | 43e                |

| Orica-AIS GEW | Orica-AIS GEW              | Orica-AIS GEW |
| ------------- | -------------------------- | ------------- |
| Num           | Coureuse                   | Pos           |
| 19            | Emma Johansson (SWE)       | 1re           |
| 20            | Jessie MacLean (AUS)       | AB            |
| 21            | Amanda Spratt (AUS)        | 25e           |
| 22            | Shara Gillow (AUS)         | 29e           |
| 23            | Carlee Taylor (AUS)        | 41e           |
| 24            | Valentina Scandolara (ITA) | AB            |

| Specialized-Lululemon SLU | Specialized-Lululemon SLU   | Specialized-Lululemon SLU |
| ------------------------- | --------------------------- | ------------------------- |
| Num                       | Coureuse                    | Pos                       |
| 25                        | Lisa Brennauer (GER)        | 44e                       |
| 26                        | Chantal Blaak (NED)         | 27e                       |
| 27                        | Tiffany Cromwell (AUS)      | 28e                       |
| 28                        | Carmen Small (USA)          | 45e                       |
| 29                        | Evelyn Stevens (USA)        | 19e                       |
| 30                        | Trixi Worrack (GER) (route) | 42e                       |

| Wiggle Honda WHT | Wiggle Honda WHT       | Wiggle Honda WHT |
| ---------------- | ---------------------- | ---------------- |
| Num              | Coureuse               | Pos              |
| 31               | Charlotte Becker (GER) | 51e              |
| 32               | Giorgia Bronzini (ITA) | 8e               |
| 33               | Mayuko Hagiwara (JPN)  | 65e              |
| 34               | Peta Mullens (AUS)     | AB               |
| 35               | Anna Sanchis (ESP)     | 58e              |
| 36               | Linda Villumsen (NZL)  | 24e              |

| Giant-Shimano GIW | Giant-Shimano GIW      | Giant-Shimano GIW |
| ----------------- | ---------------------- | ----------------- |
| Num               | Coureuse               | Pos               |
| 37                | Claudia Häusler (GER)  | 12e               |
| 38                | Willeke Knol (NED)     | AB                |
| 39                | Floortje Mackaij (NED) | AB                |
| 40                | Amy Pieters (NED)      | 49e               |
| 41                | Maaike Polspoel (BEL)  | 48e               |
| 42                | Marijn de Vries (NED)  | AB                |

| Alé Cipollini ALE | Alé Cipollini ALE             | Alé Cipollini ALE |
| ----------------- | ----------------------------- | ----------------- |
| Num               | Coureuse                      | Pos               |
| 43                | Elena Berlato (ITA)           | 18e               |
| 44                | Małgorzata Jasińska (POL)     | 60e               |
| 45                | Valentina Carretta (ITA)      | 57e               |
| 46                | Shelley Olds (USA)            | 31e               |
| 47                | Barbara Guarischi (ITA)       | AB                |
| 48                | Ane Santesteban (ESP) (route) | 66e               |

| RusVelo RVL | RusVelo RVL                   | RusVelo RVL |
| ----------- | ----------------------------- | ----------- |
| Num         | Coureuse                      | Pos         |
| 49          | Tatiana Antoshina (RUS)       | AB          |
| 50          | Aizhan Zhaparova (RUS)        | 33e         |
| 51          | Inga Čilvinaitė (LTU)         | AB          |
| 52          | Alexandra Burtschenkowa (RUS) | 68e         |
| 53          | Elena Kuchinskaya (RUS)       | 37e         |
| 54          | Olga Zabelinskaïa (RUS)       | AB          |

| Astana BePink Womens BPK | Astana BePink Womens BPK       | Astana BePink Womens BPK |
| ------------------------ | ------------------------------ | ------------------------ |
| Num                      | Coureuse                       | Pos                      |
| 55                       | Alena Amialiusik (BLR) (route) | 3e                       |
| 56                       | Simona Frapporti (ITA)         | AB                       |
| 57                       | Alice Maria Arzuffi (ITA)      | 52e                      |
| 58                       | Anna Zita Maria Stricker (ITA) | AB                       |
| 59                       | Alice Algisi (ITA)             | AB                       |
| 59                       | Doris Schweizer (SUI) (route)  | 38e                      |

| Estado de México-Faren EMF | Estado de México-Faren EMF      | Estado de México-Faren EMF |
| -------------------------- | ------------------------------- | -------------------------- |
| Num                        | Coureuse                        | Pos                        |
| 61                         | Giada Borgato (ITA)             | AB                         |
| 62                         | Elena Cecchini (ITA)            | 9e                         |
| 63                         | Maria Giulia Confalonieri (ITA) | AB                         |
| 64                         | Fabiana Luperini (ITA)          | 23e                        |
| 65                         | Rossella Ratto (ITA)            | 13e                        |
| 66                         | Erika Yépez (MEX)               | AB                         |

| Lotto Belisol Ladies LBL | Lotto Belisol Ladies LBL | Lotto Belisol Ladies LBL |
| ------------------------ | ------------------------ | ------------------------ |
| Num                      | Coureuse                 | Pos                      |
| 68                       | Sarah Rijkes (AUT)       | AB                       |
| 69                       | Molly Meyvisch (BEL)     | AB                       |
| 70                       | Céline Van Severen (BEL) | AB                       |
| 71                       | Anisha Vekemans (BEL)    | AB                       |
| 72                       | Sara Verhaest (BEL)      | AB                       |

| Bizkaia-Durango BPD | Bizkaia-Durango BPD         | Bizkaia-Durango BPD |
| ------------------- | --------------------------- | ------------------- |
| Num                 | Coureuse                    | Pos                 |
| 73                  | Dorleta Eskamendi Gil (ESP) | 40e                 |
| 74                  | Irene San Sebastián (ESP)   | 50e                 |
| 75                  | Mayalen Noriega (ESP)       | AB                  |
| 76                  | Anna Ramírez Bauxell (ESP)  | 63e                 |
| 77                  | Veronika Kormos (HUN)       | AB                  |
| 78                  | Leire Olaberría (ESP)       | AB                  |

| Bigla BCT | Bigla BCT             | Bigla BCT |
| --------- | --------------------- | --------- |
| Num       | Coureuse              | Pos       |
| 79        | Émilie Aubry (SUI)    | AB        |
| 80        | Elke Gebhardt (GER)   | AB        |
| 81        | Jacqueline Hahn (AUT) | AB        |
| 82        | Joanne Hogan (AUS)    | 30e       |
| 83        | Taryn Heather (AUS)   | 62e       |
| 84        | Sandra Weiss (SUI)    | AB        |

| Servetto Footon SEF | Servetto Footon SEF                | Servetto Footon SEF |
| ------------------- | ---------------------------------- | ------------------- |
| Num                 | Coureuse                           | Pos                 |
| 85                  | Svetlana Boubnenkova (RUS) (route) | AB                  |
| 86                  | Natalja Bojarskaja (RUS)           | 67e                 |
| 87                  | Anna Potokina (RUS)                | 55e                 |
| 88                  | Marina Likhanova (RUS)             | AB                  |
| 89                  | Maria Adele Tuia (ITA)             | 35e                 |
| 90                  | Marina Lari (ITA)                  | AB                  |

| Top Girls Fassa Bortolo TOG | Top Girls Fassa Bortolo TOG | Top Girls Fassa Bortolo TOG |
| --------------------------- | --------------------------- | --------------------------- |
| Num                         | Coureuse                    | Pos                         |
| 91                          | Irene Bitto (ITA)           | 64e                         |
| 92                          | Francesca Cauz (ITA)        | 16e                         |
| 93                          | Sara Grifi (ITA)            | AB                          |
| 94                          | Jennifer Fiori (ITA)        | AB                          |
| 95                          | Soraya Paladin (ITA)        | AB                          |
| 96                          | Chiara Pierobon (ITA)       | 39e                         |

| SC Michela Fanini Rox MIC | SC Michela Fanini Rox MIC | SC Michela Fanini Rox MIC |
| ------------------------- | ------------------------- | ------------------------- |
| Num                       | Coureuse                  | Pos                       |
| 97                        | Edwige Pitel (FRA)        | 20e                       |
| 98                        | Lara Vieceli (ITA)        | AB                        |
| 99                        | Azzurra D'Intino (ITA)    | AB                        |
| 100                       | Barbara Heeb (SUI)        | AB                        |
| 101                       | Yevheniya Vysotska (UKR)  | AB                        |
| 102                       | Liisi Rist (EST) (route)  | AB                        |

| Poitou-Charentes.Futuroscope.86 FUT | Poitou-Charentes.Futuroscope.86 FUT | Poitou-Charentes.Futuroscope.86 FUT |
| ----------------------------------- | ----------------------------------- | ----------------------------------- |
| Num                                 | Coureuse                            | Pos                                 |
| 103                                 | Sarah Roy (AUS)                     | AB                                  |
| 104                                 | Amélie Rivat (FRA)                  | 15e                                 |
| 105                                 | Manon Souyris (FRA)                 | AB                                  |
| 106                                 | Oriane Chaumet (FRA)                | AB                                  |
| 107                                 | Lucie Pader (FRA)                   | 61e                                 |
| 108                                 | Gabrielle Pilote Fortin (CAN)       | AB                                  |

| Vaiano Fondriest VAI | Vaiano Fondriest VAI  | Vaiano Fondriest VAI |
| -------------------- | --------------------- | -------------------- |
| Num                  | Coureuse              | Pos                  |
| 109                  | Sylwia Kapusta (POL)  | AB                   |
| 110                  | Alessia Martini (ITA) | AB                   |
| 111                  | Lija Laizāne (LAT)    | AB                   |
| 112                  | Kataržina Sosna (LTU) | AB                   |
| 113                  | Ewelina Szybiak (POL) | AB                   |
| 114                  | Chiara Vannucci (ITA) | AB                   |

| BTC City Ljubljana BTC | BTC City Ljubljana BTC        | BTC City Ljubljana BTC |
| ---------------------- | ----------------------------- | ---------------------- |
| Num                    | Coureuse                      | Pos                    |
| 115                    | Eugenia Bujak (POL) (route)   | 11e                    |
| 116                    | Martina Ritter (AUT)          | 56e                    |
| 117                    | Polona Batagelj (SLO) (route) | 36e                    |
| 118                    | Urša Pintar (SLO)             | AB                     |
| 119                    | Mia Radotić (CRO)             | AB                     |
| 120                    | Elena Valentini (ITA)         | AB                     |

| Forno d’Asolo-Astute FDA | Forno d’Asolo-Astute FDA    | Forno d’Asolo-Astute FDA |
| ------------------------ | --------------------------- | ------------------------ |
| Num                      | Coureuse                    | Pos                      |
| 121                      | Alena Sitsko (BLR)          | AB                       |
| 122                      | Valeria Romina Pintos (ARG) | AB                       |
| 123                      | Daiva Tušlaitė (LTU)        | 32e                      |
| 124                      | Edita Janeliūnaitė (LTU)    | AB                       |
| 125                      | Martina Růžičková (CZE)     | AB                       |

| Australie AUS | Australie AUS     | Australie AUS |
| ------------- | ----------------- | ------------- |
| Num           | Coureuse          | Pos           |
| 127           | Ashlee Ankudinoff | AB            |
| 128           | Emily Herfoss     | AB            |
| 129           | Rachel Neylan     | 34e           |
| 130           | Katrin Garfoot    | AB            |
| 131           | Chloe McConville  | AB            |
| 132           | Rebecca Wiasak    | AB            |

| France FRA | France FRA      | France FRA |
| ---------- | --------------- | ---------- |
| Num        | Coureuse        | Pos        |
| 133        | Aude Biannic    | 54e        |
| 134        | Alna Burato     | AB         |
| 135        | Sophie Creux    | AB         |
| 136        | Eugénie Duval   | AB         |
| 137        | Mélodie Lesueur | 59e        |
| 138        | Marion Sicot    | AB         |

| Pologne POL | Pologne POL                  | Pologne POL |
| ----------- | ---------------------------- | ----------- |
| Num         | Coureuse                     | Pos         |
| 139         | Paulina Cywinska             | AB          |
| 140         | Paulina Guz                  | AB          |
| 141         | Monika Kopinska              | AB          |
| 142         | Natalja Sergejewna Melnikowa | AB          |

| Hitec Products HPU | Hitec Products HPU                   | Hitec Products HPU |
| ------------------ | ------------------------------------ | ------------------ |
| Num                | Coureuse                             | Pos                |
| 1                  | Elisa Longo Borghini (ITA)           | 6e                 |
| 2                  | Ashleigh Moolman (RSA) (route)       | 14e                |
| 3                  | Audrey Cordon (FRA)                  | 46e                |
| 4                  | Julie Norman Leth (DEN)              | AB                 |
| 5                  | Lauren Kitchen (AUS)                 | AB                 |
| 6                  | Cecilie Gotaas Johnsen (NOR) (route) | AB                 |

| Boels Dolmans DLT | Boels Dolmans DLT               | Boels Dolmans DLT |
| ----------------- | ------------------------------- | ----------------- |
| Num               | Coureuse                        | Pos               |
| 7                 | Lizzie Armitstead (GBR) (route) | 2e                |
| 8                 | Megan Guarnier (USA)            | 10e               |
| 9                 | Ellen van Dijk (NED)            | 7e                |
| 10                | Jessie Daams (BEL)              | 17e               |
| 11                | Christine Majerus (LUX) (route) | 47e               |
| 12                | Katarzyna Pawłowska (POL)       | 53e               |

| Rabo Liv Women RBW | Rabo Liv Women RBW           | Rabo Liv Women RBW |
| ------------------ | ---------------------------- | ------------------ |
| Num                | Coureuse                     | Pos                |
| 14                 | Anna van der Breggen (NED)   | 4e                 |
| 15                 | Lucinda Brand (NED) (route)  | 26e                |
| 16                 | Pauline Ferrand-Prévot (FRA) | 5e                 |
| 17                 | Katarzyna Niewiadoma (POL)   | AB                 |
| 18                 | Annemiek van Vleuten (NED)   | 43e                |

| Orica-AIS GEW | Orica-AIS GEW              | Orica-AIS GEW |
| ------------- | -------------------------- | ------------- |
| Num           | Coureuse                   | Pos           |
| 19            | Emma Johansson (SWE)       | 1re           |
| 20            | Jessie MacLean (AUS)       | AB            |
| 21            | Amanda Spratt (AUS)        | 25e           |
| 22            | Shara Gillow (AUS)         | 29e           |
| 23            | Carlee Taylor (AUS)        | 41e           |
| 24            | Valentina Scandolara (ITA) | AB            |

| Specialized-Lululemon SLU | Specialized-Lululemon SLU   | Specialized-Lululemon SLU |
| ------------------------- | --------------------------- | ------------------------- |
| Num                       | Coureuse                    | Pos                       |
| 25                        | Lisa Brennauer (GER)        | 44e                       |
| 26                        | Chantal Blaak (NED)         | 27e                       |
| 27                        | Tiffany Cromwell (AUS)      | 28e                       |
| 28                        | Carmen Small (USA)          | 45e                       |
| 29                        | Evelyn Stevens (USA)        | 19e                       |
| 30                        | Trixi Worrack (GER) (route) | 42e                       |

| Wiggle Honda WHT | Wiggle Honda WHT       | Wiggle Honda WHT |
| ---------------- | ---------------------- | ---------------- |
| Num              | Coureuse               | Pos              |
| 31               | Charlotte Becker (GER) | 51e              |
| 32               | Giorgia Bronzini (ITA) | 8e               |
| 33               | Mayuko Hagiwara (JPN)  | 65e              |
| 34               | Peta Mullens (AUS)     | AB               |
| 35               | Anna Sanchis (ESP)     | 58e              |
| 36               | Linda Villumsen (NZL)  | 24e              |

| Giant-Shimano GIW | Giant-Shimano GIW      | Giant-Shimano GIW |
| ----------------- | ---------------------- | ----------------- |
| Num               | Coureuse               | Pos               |
| 37                | Claudia Häusler (GER)  | 12e               |
| 38                | Willeke Knol (NED)     | AB                |
| 39                | Floortje Mackaij (NED) | AB                |
| 40                | Amy Pieters (NED)      | 49e               |
| 41                | Maaike Polspoel (BEL)  | 48e               |
| 42                | Marijn de Vries (NED)  | AB                |

| Alé Cipollini ALE | Alé Cipollini ALE             | Alé Cipollini ALE |
| ----------------- | ----------------------------- | ----------------- |
| Num               | Coureuse                      | Pos               |
| 43                | Elena Berlato (ITA)           | 18e               |
| 44                | Małgorzata Jasińska (POL)     | 60e               |
| 45                | Valentina Carretta (ITA)      | 57e               |
| 46                | Shelley Olds (USA)            | 31e               |
| 47                | Barbara Guarischi (ITA)       | AB                |
| 48                | Ane Santesteban (ESP) (route) | 66e               |

| RusVelo RVL | RusVelo RVL                   | RusVelo RVL |
| ----------- | ----------------------------- | ----------- |
| Num         | Coureuse                      | Pos         |
| 49          | Tatiana Antoshina (RUS)       | AB          |
| 50          | Aizhan Zhaparova (RUS)        | 33e         |
| 51          | Inga Čilvinaitė (LTU)         | AB          |
| 52          | Alexandra Burtschenkowa (RUS) | 68e         |
| 53          | Elena Kuchinskaya (RUS)       | 37e         |
| 54          | Olga Zabelinskaïa (RUS)       | AB          |

| Astana BePink Womens BPK | Astana BePink Womens BPK       | Astana BePink Womens BPK |
| ------------------------ | ------------------------------ | ------------------------ |
| Num                      | Coureuse                       | Pos                      |
| 55                       | Alena Amialiusik (BLR) (route) | 3e                       |
| 56                       | Simona Frapporti (ITA)         | AB                       |
| 57                       | Alice Maria Arzuffi (ITA)      | 52e                      |
| 58                       | Anna Zita Maria Stricker (ITA) | AB                       |
| 59                       | Alice Algisi (ITA)             | AB                       |
| 59                       | Doris Schweizer (SUI) (route)  | 38e                      |

| Estado de México-Faren EMF | Estado de México-Faren EMF      | Estado de México-Faren EMF |
| -------------------------- | ------------------------------- | -------------------------- |
| Num                        | Coureuse                        | Pos                        |
| 61                         | Giada Borgato (ITA)             | AB                         |
| 62                         | Elena Cecchini (ITA)            | 9e                         |
| 63                         | Maria Giulia Confalonieri (ITA) | AB                         |
| 64                         | Fabiana Luperini (ITA)          | 23e                        |
| 65                         | Rossella Ratto (ITA)            | 13e                        |
| 66                         | Erika Yépez (MEX)               | AB                         |

| Lotto Belisol Ladies LBL | Lotto Belisol Ladies LBL | Lotto Belisol Ladies LBL |
| ------------------------ | ------------------------ | ------------------------ |
| Num                      | Coureuse                 | Pos                      |
| 68                       | Sarah Rijkes (AUT)       | AB                       |
| 69                       | Molly Meyvisch (BEL)     | AB                       |
| 70                       | Céline Van Severen (BEL) | AB                       |
| 71                       | Anisha Vekemans (BEL)    | AB                       |
| 72                       | Sara Verhaest (BEL)      | AB                       |

| Bizkaia-Durango BPD | Bizkaia-Durango BPD         | Bizkaia-Durango BPD |
| ------------------- | --------------------------- | ------------------- |
| Num                 | Coureuse                    | Pos                 |
| 73                  | Dorleta Eskamendi Gil (ESP) | 40e                 |
| 74                  | Irene San Sebastián (ESP)   | 50e                 |
| 75                  | Mayalen Noriega (ESP)       | AB                  |
| 76                  | Anna Ramírez Bauxell (ESP)  | 63e                 |
| 77                  | Veronika Kormos (HUN)       | AB                  |
| 78                  | Leire Olaberría (ESP)       | AB                  |

| Bigla BCT | Bigla BCT             | Bigla BCT |
| --------- | --------------------- | --------- |
| Num       | Coureuse              | Pos       |
| 79        | Émilie Aubry (SUI)    | AB        |
| 80        | Elke Gebhardt (GER)   | AB        |
| 81        | Jacqueline Hahn (AUT) | AB        |
| 82        | Joanne Hogan (AUS)    | 30e       |
| 83        | Taryn Heather (AUS)   | 62e       |
| 84        | Sandra Weiss (SUI)    | AB        |

| Servetto Footon SEF | Servetto Footon SEF                | Servetto Footon SEF |
| ------------------- | ---------------------------------- | ------------------- |
| Num                 | Coureuse                           | Pos                 |
| 85                  | Svetlana Boubnenkova (RUS) (route) | AB                  |
| 86                  | Natalja Bojarskaja (RUS)           | 67e                 |
| 87                  | Anna Potokina (RUS)                | 55e                 |
| 88                  | Marina Likhanova (RUS)             | AB                  |
| 89                  | Maria Adele Tuia (ITA)             | 35e                 |
| 90                  | Marina Lari (ITA)                  | AB                  |

| Top Girls Fassa Bortolo TOG | Top Girls Fassa Bortolo TOG | Top Girls Fassa Bortolo TOG |
| --------------------------- | --------------------------- | --------------------------- |
| Num                         | Coureuse                    | Pos                         |
| 91                          | Irene Bitto (ITA)           | 64e                         |
| 92                          | Francesca Cauz (ITA)        | 16e                         |
| 93                          | Sara Grifi (ITA)            | AB                          |
| 94                          | Jennifer Fiori (ITA)        | AB                          |
| 95                          | Soraya Paladin (ITA)        | AB                          |
| 96                          | Chiara Pierobon (ITA)       | 39e                         |

| SC Michela Fanini Rox MIC | SC Michela Fanini Rox MIC | SC Michela Fanini Rox MIC |
| ------------------------- | ------------------------- | ------------------------- |
| Num                       | Coureuse                  | Pos                       |
| 97                        | Edwige Pitel (FRA)        | 20e                       |
| 98                        | Lara Vieceli (ITA)        | AB                        |
| 99                        | Azzurra D'Intino (ITA)    | AB                        |
| 100                       | Barbara Heeb (SUI)        | AB                        |
| 101                       | Yevheniya Vysotska (UKR)  | AB                        |
| 102                       | Liisi Rist (EST) (route)  | AB                        |

| Poitou-Charentes.Futuroscope.86 FUT | Poitou-Charentes.Futuroscope.86 FUT | Poitou-Charentes.Futuroscope.86 FUT |
| ----------------------------------- | ----------------------------------- | ----------------------------------- |
| Num                                 | Coureuse                            | Pos                                 |
| 103                                 | Sarah Roy (AUS)                     | AB                                  |
| 104                                 | Amélie Rivat (FRA)                  | 15e                                 |
| 105                                 | Manon Souyris (FRA)                 | AB                                  |
| 106                                 | Oriane Chaumet (FRA)                | AB                                  |
| 107                                 | Lucie Pader (FRA)                   | 61e                                 |
| 108                                 | Gabrielle Pilote Fortin (CAN)       | AB                                  |

| Vaiano Fondriest VAI | Vaiano Fondriest VAI  | Vaiano Fondriest VAI |
| -------------------- | --------------------- | -------------------- |
| Num                  | Coureuse              | Pos                  |
| 109                  | Sylwia Kapusta (POL)  | AB                   |
| 110                  | Alessia Martini (ITA) | AB                   |
| 111                  | Lija Laizāne (LAT)    | AB                   |
| 112                  | Kataržina Sosna (LTU) | AB                   |
| 113                  | Ewelina Szybiak (POL) | AB                   |
| 114                  | Chiara Vannucci (ITA) | AB                   |

| BTC City Ljubljana BTC | BTC City Ljubljana BTC        | BTC City Ljubljana BTC |
| ---------------------- | ----------------------------- | ---------------------- |
| Num                    | Coureuse                      | Pos                    |
| 115                    | Eugenia Bujak (POL) (route)   | 11e                    |
| 116                    | Martina Ritter (AUT)          | 56e                    |
| 117                    | Polona Batagelj (SLO) (route) | 36e                    |
| 118                    | Urša Pintar (SLO)             | AB                     |
| 119                    | Mia Radotić (CRO)             | AB                     |
| 120                    | Elena Valentini (ITA)         | AB                     |

| Forno d’Asolo-Astute FDA | Forno d’Asolo-Astute FDA    | Forno d’Asolo-Astute FDA |
| ------------------------ | --------------------------- | ------------------------ |
| Num                      | Coureuse                    | Pos                      |
| 121                      | Alena Sitsko (BLR)          | AB                       |
| 122                      | Valeria Romina Pintos (ARG) | AB                       |
| 123                      | Daiva Tušlaitė (LTU)        | 32e                      |
| 124                      | Edita Janeliūnaitė (LTU)    | AB                       |
| 125                      | Martina Růžičková (CZE)     | AB                       |

| Australie AUS | Australie AUS     | Australie AUS |
| ------------- | ----------------- | ------------- |
| Num           | Coureuse          | Pos           |
| 127           | Ashlee Ankudinoff | AB            |
| 128           | Emily Herfoss     | AB            |
| 129           | Rachel Neylan     | 34e           |
| 130           | Katrin Garfoot    | AB            |
| 131           | Chloe McConville  | AB            |
| 132           | Rebecca Wiasak    | AB            |

| France FRA | France FRA      | France FRA |
| ---------- | --------------- | ---------- |
| Num        | Coureuse        | Pos        |
| 133        | Aude Biannic    | 54e        |
| 134        | Alna Burato     | AB         |
| 135        | Sophie Creux    | AB         |
| 136        | Eugénie Duval   | AB         |
| 137        | Mélodie Lesueur | 59e        |
| 138        | Marion Sicot    | AB         |

| Pologne POL | Pologne POL                  | Pologne POL |
| ----------- | ---------------------------- | ----------- |
| Num         | Coureuse                     | Pos         |
| 139         | Paulina Cywinska             | AB          |
| 140         | Paulina Guz                  | AB          |
| 141         | Monika Kopinska              | AB          |
| 142         | Natalja Sergejewna Melnikowa | AB          |

Source,.